# 西兰公国
西蘭公國（英語：Principality of Sealand）是一個未被承认的私人國家，其声称怒濤塔是該國的領土，距離英國薩福克郡海岸約10公里（6英里）。該國於1967年9月2日由帕迪·羅伊·貝茨建立，現任親王為迈克尔·贝茨。

## 法律地位

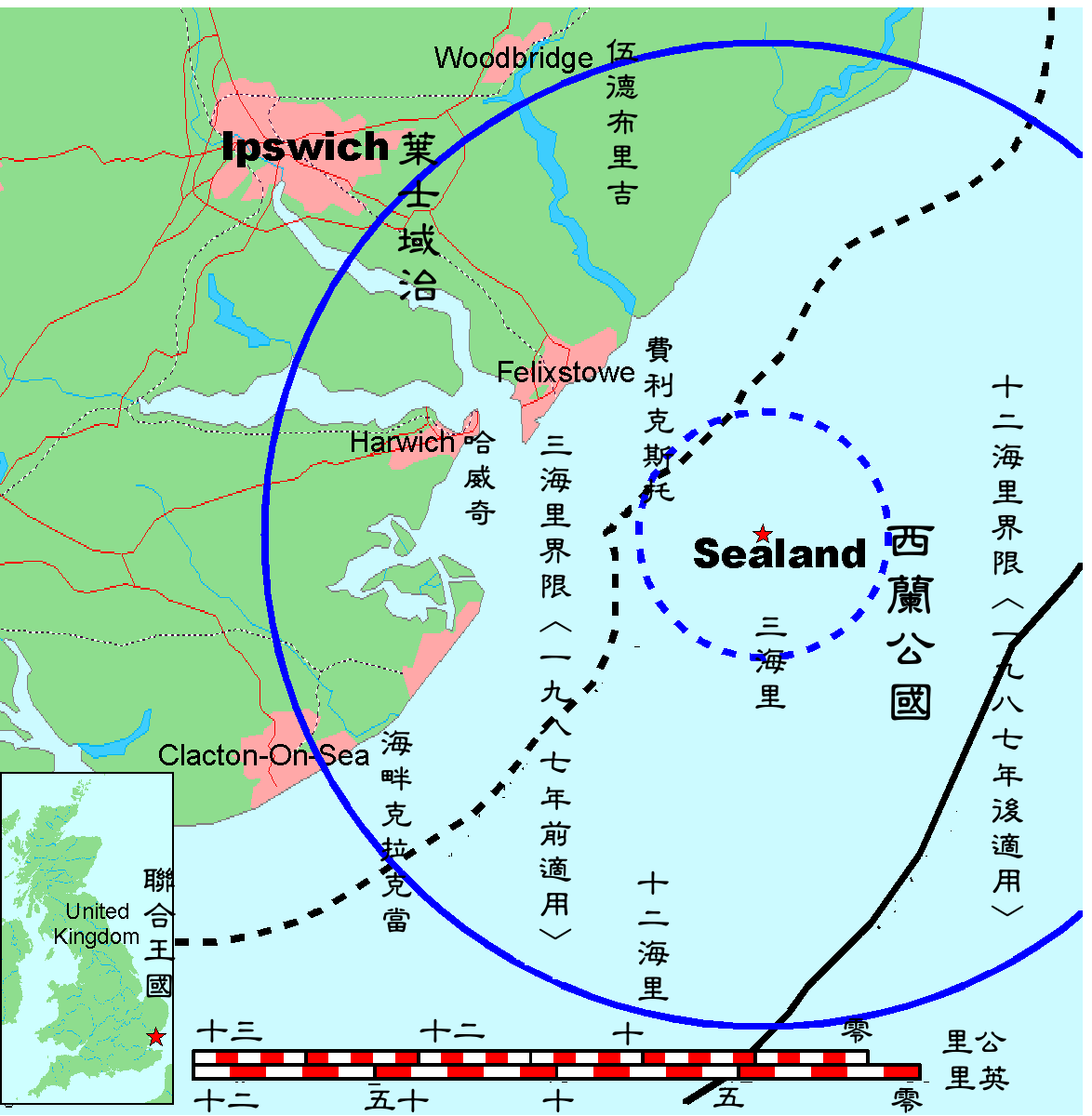
西兰公国和英国的领海示意图。虚线表示3海里的领海范围，实线表示12海里的领海范围。

### 作為合法國家的理據
西兰公国宣称其作为一个独立的主權國家，合法性基于：
- 位于国际公海水域范围内：当派迪·罗伊·贝茨在1967年占领怒涛塔时，怒涛塔位于国际公海水域范围内，并不属于英国或任何其他第三国的管辖范围内。因此，西兰拥有法理上的合法性。
- 英国政府称西兰不在他们的管辖范围内：英国政府和德国政府在与怒涛塔占据者的交涉过程中，已经在事实上承认了西兰的主权。

英格兰法庭1968年的判例认为怒涛塔位于国际公海水域，所以它不属于英国国内法庭的司法范畴。

### 国际法的标准
《蒙得维的亚关于国家权利与责任公约》（the Montevideo Convention on the Rights and Duties of States）详细规定了在国际法中，一个“国家”是否合法的一系列标准。这些标准包括：有确定的领土、有常住的人口、有一个政府以及與其他國家建立關係的能力。以上四条标准是建立一个主权国家的必要条件，在一定程度上也可以作为西兰之所以合法的理由之一。

## 西兰的宪法
西兰公国的宪法内容简单，由一段导言和其它七个章节组成。导言宣称西兰是一个独立自主的主权国家，其它七章则规定了西兰公国政治和其他方面的一些重要事项：
1. 西兰公国采用君主立宪政体；
2. 行政权力屬於政府办公署（government bureaux）；
3. 政府办公署的职能；
4. 公民的权利以及义务；
5. 参议院的顾问职能及其作用；
6. 顾问法庭的职能；
7. 禁止在国境内携带武器（除指定的“西兰卫队”（Sealand Guard）的成员外）；
8. 西蘭親王拥有解释并阐明国家外交政策和修改宪法的特别权力；
9. 王权世袭。

西兰的法律体系据称仿照自英国式的习惯法，而其各种法令和条例则是以由君主颁布法令的形式付诸实施的。

## 貴族身分
西蘭公國政府准許人們購買該國的貴族身分，等級由低至高分為爵士、勳爵、男爵、伯爵、公爵五等。對女性顧客，則可選擇女爵士、女勳爵、女爵、女伯爵、女公爵等頭銜，對應男性稱號。每個等級有不同的價格。

## 購買土地
西蘭公國政府亦准許人們購買並註冊該國的國土，每平方米售19.99英鎊。

## 早期历史

### 建造怒涛塔
1942年，作为实行默恩塞尔海洋堡垒计划的一部分，英國皇家海军开始在英格兰开工建造怒涛堡垒（HMS Fort Rough）。怒涛堡垒的底部是一艘驳船，驳船上的两座高塔将驳船与顶部的甲板相连，建筑物都座落在甲板上。建造完毕后，驳船再被拖拽到萨福克郡外海面上的怒涛沙洲（Rough Sands sandbar）的指定区域之后被故意凿沉，以使之陷入沙洲的预定位置。因此，现在看到的怒涛塔在水面上的可见部分，其实只是整个建筑的上半部分而已。
二战期间，驻守在堡垒上的英國皇家海軍官兵大约维持在150到300人的范围内。不过当战争结束后，所有的官兵都撤离了堡垒，怒涛堡垒被彻底废弃了。

### 派迪·贝茨占领怒涛塔
1967年9月2日，前英国陆军少校派迪·罗伊·贝茨（Paddy Roy Bates）占领这座无人堡垒成立西兰公国，根据其国际法理解，宣称对怒涛塔行使主权，并且宣称怒涛塔周围半径12海里的水域都是该国的领海，该国至少有一次在这一领海范围内抵抗过外国的侵犯；在1990年，英国皇家海军辅助船“黄金眼号”（Golden Eye）就遇到过西兰方面的火力反击。

### 抵抗英国「入侵」
1968年，一艘英国海军的巡逻船只进入了西兰公国，帕迪和儿子迈克尔·贝茨（Michael Bates）向他们鸣枪示警，并向巡逻船只投掷燃烧瓶，结果被英国法庭传令受审，但由於七公里海域範圍屬於公海（英国仅具有6公里海域的管辖权），因此被法官駁回。关于当时船只上人员前来的目的有两种说法，一种说法是他们是来试图驱逐居住在堡垒上的贝茨等人的，另外一种说法是他们只是为了修理附近的导航浮标。最后，于1968年11月25日，法庭宣布由于事件发生地处在英国领海之外，他们对此事件无权干预。

## 1978年政变

### 起始
1978年，帕迪·貝茨任命的西兰公国“首相”亚历山大·G·阿亨巴赫教授（Professor Alexander G. Achenbach）趁贝茨不在西兰之机，与其他几名西德、荷兰公民策动一起“武装政变”，“强制接管”怒涛塔，并俘虏帕迪的儿子迈克尔。

### 反擊與「战俘」處理
帕迪·貝茨闻讯后招募一批僱傭兵，在一次成功的直升機机降突擊之后，他重新夺回堡垒的控制权。他俘虏入侵者，并把他们作为战俘。参与政变的荷兰公民在战争结束之后被遣送回国。不过前公国首相、西德公民阿亨巴赫教授就没有这么幸运。由于他持有西兰公国护照，他被指控叛國罪，并被拘押起来。

### 各國的干涉
其后，荷兰和西德政府都曾向英国政府提出要求，要求英国政府设法推动释放阿亨巴赫。但是英国政府援引1968年的判例，宣称西兰不在他们的管辖范围内，他们无权干预此事。于是，西德政府决定派遣一名外交官前往怒涛塔，直接与贝茨磋商阿亨巴赫的释放问题。在几周的谈判之后，贝茨的态度明显温和许多。后来，他还宣称西德外交官对西兰的访问，标誌着西德政府对西兰公国的事实上的承认。

### 流亡政府
在被遣送回国之后，阿亨巴赫教授在西德组织一个流亡政府，为了与帕迪·貝茨针锋相对，他自封“枢密院院长”（Chairman of the Privy Council）。当1989年，阿亨巴赫教授因健康原因辞职之后，原流亡政府“经济合作大臣”（Minister for Economic Co-operation）约翰内斯·塞格尔（Johannes Seiger）接管流亡政府的控制权，并自封“首相兼枢密院院长”（Prime Minister and Chairman of the Privy Council）。之后，塞格尔继续宣称，他才是西兰的正统统治者。

## 护照的廢除
很长一段时间里，一家在西班牙注册的公司一直在大量制造和出售西兰公国的护照（买家大多是东欧人）。这家公司据信与塞格尔的流亡政府长期以来进行着合作。虽然贝茨家族并不承认这些护照“合法”，但是买家还是趋之若鹜。这些护照當中甚至有不少件牵涉进一些国际上的著名罪案，例如詹尼·范思哲谋杀案。由于这些护照的流通量相当庞大（估计在150,000本左右），在1997年，贝茨家族宣布所有西兰公国护照均为无效，包括他们自己在之前30年所发行的西兰公国护照。

## 西兰大火

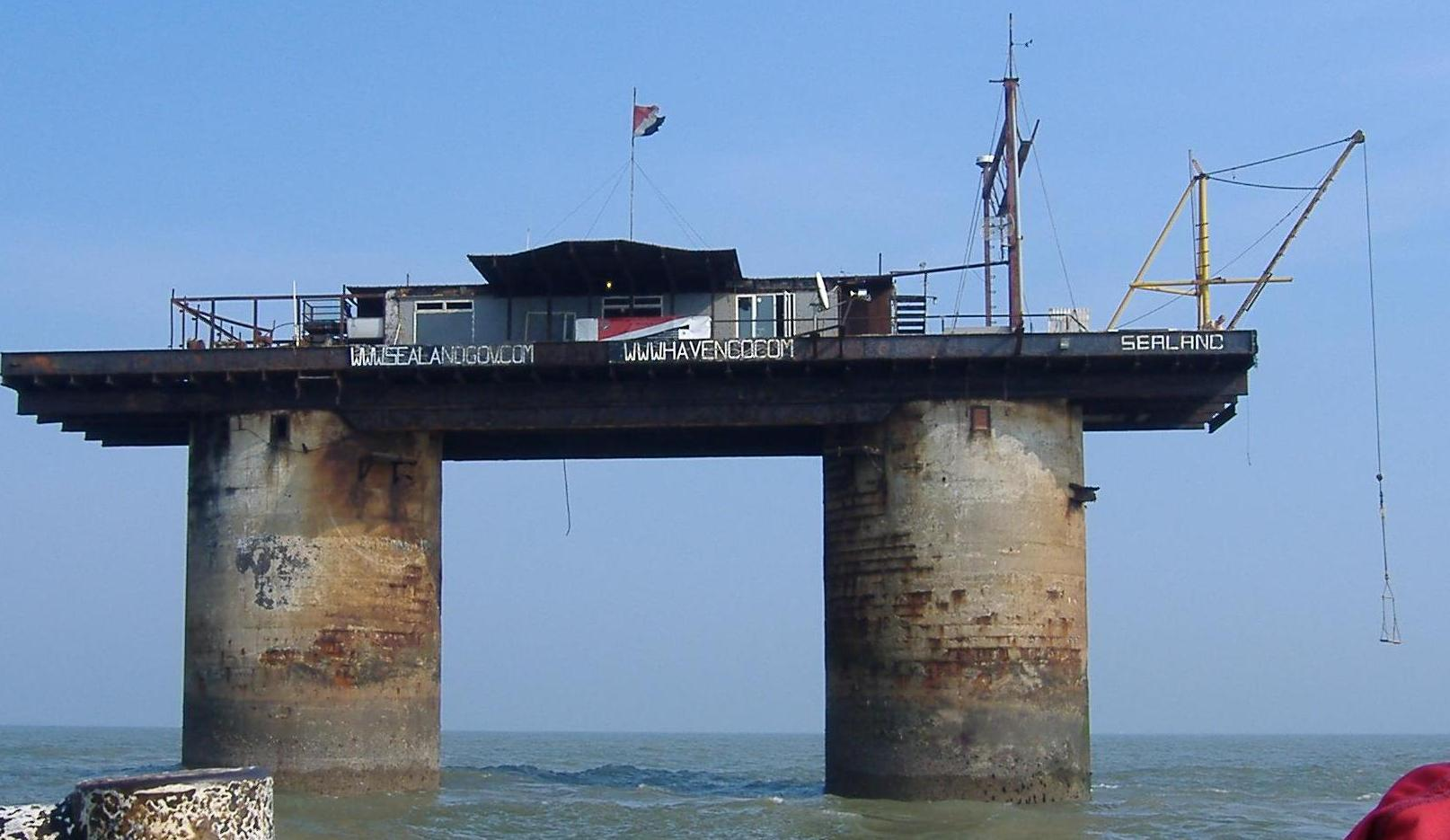
大火后的西兰

2006年6月23日，西兰怒涛塔发生一起疑似因发电机引起的火災，当时驻扎在塔中的一位安全人员受伤，被英国急救直升机救起送往医院。同时在海上亦有消防队员通过船只发射水柱灭火。
因为消防队员并没有进入塔中，这次火灾的损坏程度还不是清楚。有报道说，攝政王迈克尔·贝茨曾经试图进入塔中，并在计划重建国家。

## 出售西蘭公國
2007年初，貝茨家族於《泰晤士報》刊登廣告，願意以6500萬英鎊的價格轉讓西蘭公國的統治權。
2007年，知名公司海盜灣設立了一個旨在購買西蘭公國的基金，試圖購買該國，並聲稱未來這個國家可以接入高速網際網路而且沒有著作權法，但沒有成功。

## 贝茨家族
西兰公国是由其世袭的王室——贝茨家族统治的。
自从西兰建国时起，帕迪·貝茨和琼·贝茨的头衔就变成了“西兰王室羅伊亲王殿下及琼王妃殿下”。帕迪·貝茨自封为“君主”，而琼也被罗伊封为“共治者”（in joint rule）。而他们的儿子迈克尔·贝茨（即“迈克尔王子殿下”）自1999年以来就成为了公国的摄政王。因此，他事实上已成为了西兰的国家元首兼政府首脑。而在2004年10月25日，桑德兰大学（University of Sunderland）举办的一个私人袖珍国家研讨会上，代表西兰出席的则是迈克尔·贝茨之子詹姆斯，即“詹姆斯王子殿下”。
西兰王室的成员据信都保留有英国的公民身份，而且自1999年以来，贝茨家族的成员们就不再常住在怒涛塔上了。现在怒涛塔由几名全权代表迈克尔·贝茨的看守者留駐。而迈克尔·贝茨本人则居住在英国埃塞克斯郡的滨海利。由于西兰在国际上不被承认，所以贝茨家族的成员们只能以英国国民的身份进行国际旅行，而不是以西蘭公國的王族身分。

## 避风港公司
2000年，全世界又把目光聚焦西兰——因为他们建立了一个名为「避风港公司」（HavenCo）的数据避风港来管理怒涛塔。根据西兰官方网站上所述，这里不允许非西兰国籍的外部访客和外部操作。
避风港有限公司（HavenCo Limited）是一家创立于2000年的数据主机服务提供商，其运作地点就在西兰。2000年8月22日，迈克尔·贝茨在英国贸易工业部下属的公司管理部门对其进行了注册，注册号是04056934，而注册的办公地点则是在英格兰伦敦科尔德港的金泰尔大楼11号（11 Kintyre House, Cold Harbour, London, E14 9NL England）。公司的董事包括公司的首席运营官（Chief Operating Officer）迈克尔·罗伊·贝茨，以及一位出生于1979年3月17日的美国公民瑞安·唐纳德·莱基（Ryan Donald Lackey）。公司的创始人还有肖恩·哈斯廷斯（Sean Hastings）、乔·哈斯廷斯（Jo Hastings）及艾维·弗里德曼（Avi Freedman）。后来，公司的注册地点又被更改到了塞浦路斯。
甫一建立，避风港公司便获得了全世界媒体的广泛关注——不仅成为了《连线》杂志（Wired）的封面公司，还被全世界其它200多家平面媒体和数家电视台报道。据这些报道所述，避风港公司不仅已经在西兰有了可靠的托管设备，而且已开始着手运作数字天堂业务。不过也有批评者指出，这些报道给人们以先入为主的印象，认为避风港公司注册在西兰本土，因此能够提供注册在西兰的国际域名，而它事实上并没有权力这么做。
避风港公司宣称其自2000年12月起就开始进入正常运作，根据他们的可接受使用政策（AUP），除儿童色情、垃圾邮件和恶意黑客行为外，其他内容都可以接受。他们还声称，由于西兰不是世界贸易组织和世界知识产权组织的成员，不在国际版权法的管辖范围内，因此存放在他们的服务器上的数据可以不受版权和知识产权法规的约束。避风港公司经营的其它业务还有：IT咨询、系统管理、离岸软件开发和电子邮件服务等等。
2001年9月11日，美国遭受恐怖袭击之后，莱基宣称避风港公司的业务中“有悖国际共同习惯和惯例”的内容将会被关闭。避风港公司还说，其业务几乎没有遇到来自世界上的任何国家和组织的麻烦。不过据其反对者透露，英国政府已经通过根据英国法律中的相关条文，来对进出西兰的未经许可的数据加强监管来“平静地作出了反应”了。尽管并不清楚英国政府的用意，而且暂时也没有证据证明英国政府曾这么做。
由于在公司的管理问题上与贝茨家族有分歧，在严酷的环境下，瑞安·莱基于2001年离开了避风港公司。避风港现在依然在运作，不过其业务的具体范围和情况就不为外人所知晓了。
避风港公司与尼尔·斯蒂芬逊（Neal Stevenson）的小说《编码宝典》（Cryptonomicon）中虚构的数据汇集颇有异曲同工之处，两者在很多细节上更是如出一辙——都有一个名叫艾维（Avi）的投资者；都座落在一个岛上；都与密码朋克（cypherpunk）相联系；都在传输信息的过程中加密等。不过，避风港公司在这部小说开始大规模流行之前就已经开始运作了，而数据汇集这个概念也早已不是什么新鲜的话题了。把小岛作为避稅港的做法更是已有上百年的历史，深究起来数据汇集其实也可以算是以上两个概念在现代的一种延伸。

## 邮政与邮票
1969年，西兰开通了与比利时布鲁塞尔之间的邮路，一架直升机开始在两地间运送信件和包裹。为此，西兰特地发行了一批邮票。这批贴着西兰邮票、盖有西兰邮戳的邮件无疑具有重要意义。而对于这批来自西兰的邮件，比利时邮政部门既未征收罚款也未退回，而是按照一般的国际邮件处理。因此，有人认为这其实象征着比利时对西兰存在的一种默认。
虽然自1960年代后，西兰只发行了几批次邮票，数量也很少，不过大多数自西兰公国寄出的邮件上还是贴了西兰的邮票、盖上了西兰的邮戳，这些邮件的数量也是很少。
依照英国皇家邮政的一贯政策，如果国内信件的信封上没有贴英国邮票，邮政部门就会在上面打上（意为“保护国家收入”）的戳，之后他们会向收件人收取邮资——不过来自西兰的信件（如果信封上面有西兰的邮票或邮戳），却不是被这样处理，而是与其它的国际信件一样正常邮递。
西兰公国并不是萬國郵政聯盟（管理国际信件邮寄的组织）的成员，所以其信件的邮寄地址上的国家只能写成一个“外国”（即英国）。与之相类似的是北塞浦路斯土耳其共和国，它也不是万国邮政联盟的成员，因此其邮寄地址上的国家必须填写为土耳其，如。因此寄往西兰的信件的邮寄地址必须写成如下格式：（英国，邮政编码：IP11 9SZ，西兰邮包，西兰1001 ）。而根据英国皇家邮政的邮政编码系统，这个编码属于费利克斯托（Felixstowe），所以根据皇家邮政官方网站上的标准地址，西兰的邮政地址应该写为（“英国费利克斯托3号邮政信箱。邮政编码：IP11 9SZ。西兰堡垒”）。
邮票收藏家通常把西兰的邮票作为“地方类邮票”（locals，这类邮票在缺乏定期邮政服务或需要第三地转发邮件的地方通用）收藏。

## 钱币

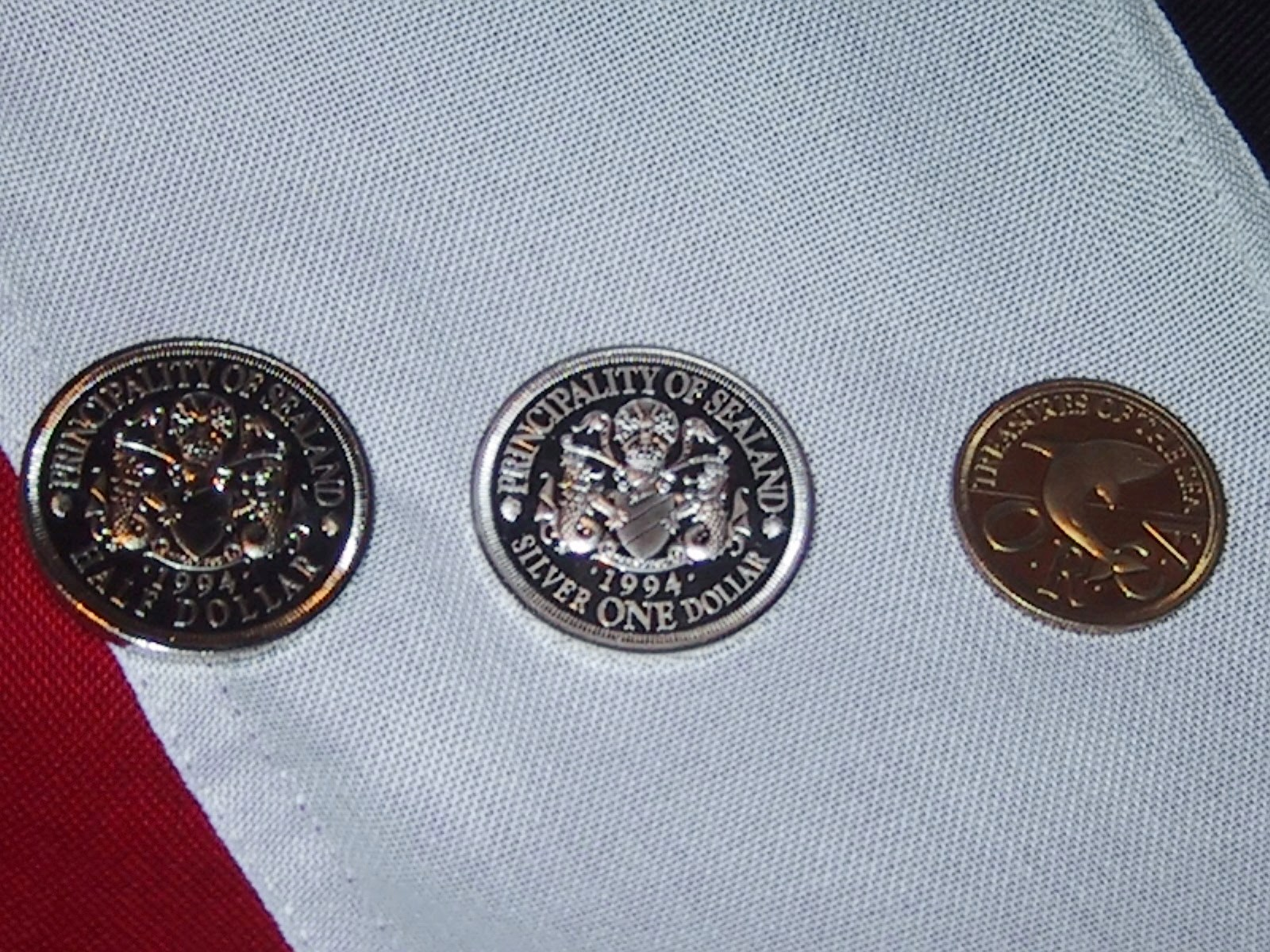
西蘭公國錢幣，五角(左)、一元(中)、1/4元(右)

西兰公国的官方流通货币是与美元保持等值的西兰元（Sealand Dollar）。自1972年以来，西兰已铸造了许多不同面值硬币。由于西兰人口极少，其自然条件无法进行生产，而且根本没有真正的经济，所以这些钱币根本不可能进行正常的货币流通。不过由于这些硬币都是用貴金屬铸造的，不少投资者和钱币收藏家对此感兴趣。1992年，曾向貝茨家族聲索西蘭公國統治權並在德國建立流亡政府的人士也铸造了一批钱币，这些钱币上所印的是流亡政府的塞格尔总理头像。

## 風力發電廠
西兰公国附近的海面将会被用于建造一批离岸風力發電廠。据分析，虽然英国政府并不需要在其进一步建造问题上与西兰公国相商討，但由于双方在各自声称的领海范围上有矛盾，因此在海权问题上可能出现冲突。

## 外部連結
- 官方网站（简体中文）

51°53′40″N 1°28′57″E / 51.89444°N 1.48250°E